# Grünhaus (Gmina Rymań)
Grünhaus ist eine Hofwüstung im Gebiet der Woiwodschaft Westpommern in Polen, etwa 90 Kilometer nordöstlich von Stettin. 
Im Zuge der Parzellierung des Rittergutes Lestin in den Jahren 1903 bis 1907 wurde etwa 2 Kilometer westlich des Rittergutes, am Landweg zum Haltepunkt Waldhof der Kolberger Kleinbahn, ein Einzelhof angelegt. Dieser erschien im amtlichen Messtischblatt von 1923 noch ohne Ortsnamen mit dem Hinweis „zu Lestin“, im amtlichen Messtischblatt von 1940 dann unter dem Ortsnamen Grünhaus. Die Einwohnerzahl betrug 6 Personen im Jahre 1925. 
Vor 1945 bildete Grünhaus einen Wohnplatz in der Landgemeinde Lestin und gehörte mit dieser zum Landkreis Kolberg-Körlin der Provinz Pommern.
Nach dem Zweiten Weltkrieg kam Grünhaus, wie ganz Hinterpommern, an Polen. Heute liegt der Ort wüst. Die Wüstung liegt im Gebiet der Gmina Rymań (Landgemeinde Roman) in der polnischen Woiwodschaft Westpommern.